# La foresta proibita
 La foresta proibita è un romanzo di Mircea Eliade.

## Edizioni
- Mircea Eliade, La foresta proibita, collana  Jaca letteraria, Jaca Book, 1986.